# Puchar Europy w Lekkoatletyce 2003
24. Puchar Europy w lekkoatletyce – zawody lekkoatletyczne, które rozegrano 21 i 22 czerwca. Puchar Europy organizowany był przez EAA.

## Superliga
Zawody Superligi Pucharu Europy odbyły się na stadionie we włoskiej Florencji. Rywalizację wśród mężczyzn wygrała reprezentacja Francji, a wśród kobiet drużyna Rosji.

### Tabele końcowe
| Pozycja | Reprezentacja   | Punkty |
| ------- | --------------- | ------ |
| 1       | Francja         | 109    |
| 2       | Niemcy          | 100,5  |
| 3       | Wielka Brytania | 96     |
| 4       | Rosja           | 92     |
| 5       | Włochy          | 84     |
| 6       | Polska          | 83     |
| 7       | Hiszpania       | 80     |
| 8       | Grecja          | 74,5   |

| Pozycja | Reprezentacja   | Punkty |
| ------- | --------------- | ------ |
| 1       | Rosja           | 130    |
| 2       | Niemcy          | 103    |
| 3       | Francja         | 102    |
| 4       | Wielka Brytania | 83     |
| 5       | Hiszpania       | 82     |
| 6       | Grecja          | 78,5   |
| 7       | Rumunia         | 77,5   |
| 8       | Włochy          | 62     |